# 廢奴主義
廢奴主義（英語：Abolitionism），又稱廢除主義、奴隸廢除論，是一場以廢除奴隸制度及其奴隸貿易而展开的政治運動，其運動開始於啟蒙時代，並在19世紀推至高峰，也在很多地方得到了大致上的成功。

## 源由
奴隸制在人类社会中有着很悠久的歷史，世界各地包括古羅馬、古希臘、古埃及、古巴比倫、中國周代等都是施行奴隸制的。直至16世紀，歐洲的殖民者走遍世界，並將西非的黑人販賣到歐洲及新世界去，形成了奴隸制度的高峰。18世紀晚期，歐洲開始出現新思潮，啟蒙運動帶給當時人們人權、自由、平等的觀念，他們漸漸覺得奴隸制是一種不道德的行為，廢奴主義開始在各國萌芽。

## 英國廢奴主義

### 國內奴隸制
英格蘭的奴隸制早已於1102年定為犯法，而最後一名農奴則是在17世紀初消失。但自18世紀開始，黑奴開始輸入倫敦和愛丁堡作英國人的僕役，但當時的黑奴並不是貿易而得，他們的法律地位一直都是含糊不清。直至1772年，一個名詹姆斯·薩默塞特的黑奴逃跑了，然後被他的主人查爾斯‧史都華捉回，再把他送去牙買加種甘蔗。由於詹姆斯·薩默塞特在倫敦時已經受洗，他的教父母便以「人身保護令」向法院提出訴訟。當時的英格蘭和威爾斯高等法院王座法庭院長第一代曼斯菲尔德伯爵威廉·默里於1772年6月22日宣判：「無論有多麼不便都應該有個決定，我不認為英格蘭法律准許或認同這個案子，所以黑人應該釋放。」此即宣布了奴隸制不存在於英格蘭法律之下，那麼蓄奴等同非法行為。這一判例使得英格蘭境內的一萬至一萬四千名奴隸得到解放，亦表明了其他轄區實行的奴隸制在英格蘭不適用。
在「薩默塞特案」後，蘇格蘭的黑奴 Joseph Knight 也像薩默塞特一樣逃跑了。這件案在1776年 Wedderburn 審訊，結果與前案一樣：奴隸制不存在於蘇格蘭法律之下。蘇格蘭最後的本土奴隸於1799年在煤礦主底下獲得自由。

### 大英帝國奴隸制
儘管在英國國內徹底廢除奴隸制，但在大英帝國的殖民地（如東印度群島和美洲）仍依然存在。
1783年，反奴隸制運動在英國社會內開始。當 Society for the Propagation of the Gospel in Foreign Parts（SPG）在倫敦戚普賽街聖瑪莉勒布教堂舉行1783週年佈道會時，當時的切斯特主教、後來的倫敦主教 Bishop Beilby Porteus|Dr Beilby Porteus 呼籲英格蘭聖公會停止參與販奴並改善教會在巴貝多農莊工作的奴隸生活環境。同年，貴格會成立了首個英國的廢奴組織。此後貴格會在英國的廢奴運動中一直擔任著重要的角色。1783年6月17日，議員Sir Cecil Wray將貴格會的請願交給政府。
1787年5月，為打擊英國商人的大西洋奴隶贸易活動，「廢除奴隸販賣委員會」（Committee for the Abolition of the Slave Trade）成立，格伦维尔·夏普（Granville Sharp）、Thomas Clarkson、貴格會及其他福音改革運動中的克拉珀姆教派都是十二個成員的其中之一，雖然18世紀的信念只停留在對於窮人給予正直、尊重的生活，但不需改善窮人的社會及經濟地位的信念裡，但包括威廉·威爾伯福斯在內的英格蘭教會的信徒仍為這些人努力服務，並對抗大英帝國的奴隸制度。威廉·威爾伯福斯成為他們在議會的代表，Clarkson則負責研究及收集關於奴隸販賣的資料。威廉·威爾伯福斯一生中大部分的時間都在為废除奴隸制而努力，雖然進展很慢但是隨著廢奴運動的發展，地區的組織紛紛成立，他們通過會面去進行運動，包括派發小冊子和請願。他們其中一件個別的計劃便是在逼使政府於1787年在獅子山的現時首都自由城建市，以供原來準備販賣往倫敦工作的奴隸生活。
廢奴主義者的運動不僅受到貴格會支持，其他宗教團體例如浸信會、衛理會等，甚至工人、婦女、兒童、非政治團體都爭相支持。1796年，John Gabriel Stedman 出版了一本關於他在蘇利南鎮壓當地前奴隸五年的回憶錄，譴責奴隸的殘忍待遇。這本書更加上了很多由 William Blake 和 Francesco Bartolozzi 描述的影像，成為了廢奴主義文學的重要一部份。

#### 1807年奴隸販賣法案
1807年3月25日，英國國會通過了奴隶贸易法，將販奴在大英帝國境內定為非法，並實施向英國奴隸船徵收每一個奴隸£100的罰金。但這法案的阻嚇性不大，一些奴販仍然繼續貿易，在此時大英帝國的境內仍有七十五萬個奴隸遭受非人的待遇，當那些從事奴隸買賣的商人被英國皇家海軍發現時，他們總會將一些奴隸推下海以減少罰款。有見及此，1827年英國便宣佈參與販奴者將會秘密地被施以死刑。

#### 1833年廢奴法案
1807年的法案雖然杜絕了販奴問題，但奴隸制依然存在。1820年代，廢奴運動又開始變得活躍。1827年，反奴隸制協會（Anti-Slavery Society）成立，當中有不少便是當年參與過反奴隸販賣的廢奴主義者。這次運動則以全面廢除奴隸制為目標。
1833年8月23日，廢奴法案（Slavery Abolition Act）決定英國殖民地的奴隸制為不合法。1834年8月1日，大英帝國下的所有奴隸全部解放，但仍然要為前主人工作至1838年作為適應期；加勒比的農莊主則獲償二千萬英镑。

### 廢奴後的運動
由1839年開始，英國及其他地方的反奴隸制協會一起合作去廢奴，其中較具影響力便是在美國的廢奴運動上。這些協會亦向政府施壓，要求遏制一些非法販奴。現今亦一直有一些組織如反奴隸制國際 （页面存档备份，存于）等。

## 法國廢奴主義
大西洋奴隶贸易給法國在西印度群島的甘蔗種植業提供了豐富的人力資源。1689年，路易十四的《黑法》正式允許在法國所有殖民地販賣奴隸。到了1789年法國大革命發生，法國殖民地海地亦乘機在1791年發動革命，宣布廢除奴隸制。法國本土的廢奴運動本土則是由 Henri Grégoire 和雅克·皮埃尔·布里索的黑人之友協會所領導，其工作為在城市內宣傳反奴隸制。1794年2月4日，第一共和正式宣布廢奴。法國殖民地法律的第一條便寫道：「奴隸制被廢除」，第二條則是「奴隸主會獲（金錢）賠償」。不久拿破崙執政並重新設回奴隸制，1802年5月10日 Louis Delgrès 呼籲發起暴動去抵抗拿破崙，但結果暴動被鎮壓。直至1848年4月27日第二共和才再一次廢除奴隸制。

## 俄國廢奴主義
沙俄的農奴制雖然嚴格來說不算是奴隸，但他們沒有選擇工作地點或不工作的自由。1861年3月3日，沙皇亞歷山大二世解放農奴，因此被稱為「解放者沙皇」。

## 美國廢奴主義
美國的廢奴運動歷史明顯地比前述的國家較為激烈及複雜。它不僅為美國18世紀末至19世紀初的歷史主軸，而且更爆發了美國歷史上唯一一次的內戰——南北戰爭。
美國從殖民時代開始已經實行奴隸制。1775年4月14日，第一個美國的廢奴主義協會 Society for the Relief of Free Negroes Unlawfully Held in Bondage 由貴格會於費城成立。後因美國革命時英軍佔領費城而停止運作，在1784年重新運作，由班傑明·富蘭克林出任第一任會長。而第一篇呼籲廢奴在《賓夕法尼亞雜誌》發表的文章《在美洲的非洲奴隸》則相傳為托馬斯·潘恩所寫。1776年，托马斯·杰斐逊為美國獨立起草了《美國獨立宣言》其中一個篇章涉及廢除奴隸制度，後來卻在刑事法庭上被重寫時移除。
在1804年以前每個北方州份都已廢除奴隸制，1808年全國禁止進口奴隸。而南方州份則繼續實行奴隸制。1861年3月上任的美国总统亚伯拉罕·林肯支持在美国全境废除奴隶制，导致南方蓄奴州脱离合众国建立联盟国。而后经过4年内战，合众国成功击败联盟国，美国国会也在1865年通过美国宪法第13修正案，正式在全美废除奴隶制。

### 利比里亚殖民
1821年美国殖民协会在非洲利比里亚沿岸建立黑人“移民区”，主要定居者是获得自由的美国奴隶。利比里亚于1847年7月26日宣布独立（也曾经招募自愿移民海地的黑人）。

## 國際廢奴日
各國廢奴的日子：
- 瑞典 ：1335年（殖民地圣巴泰勒米於1847年廢奴）
- 葡萄牙 ：1761年
- 英格兰 及   ：1772年「Somerset案」後
- 苏格兰 ：1776年「Wedderburne案」後
- 海地 ：1791年近十萬奴隸起義後
- 加拿大安大略區域：1793年《反蓄奴法案》（Act Against Slavery）
- 法國 （首次）：1794年至1802年包括所有殖民地（一些被英國佔領殖民地則未能實行）
- 阿根廷 ：1813年
- 大哥倫比亞（厄瓜多爾、哥倫比亞、巴拿馬、委內瑞拉）：1821年的漸進解放計劃（1852年  哥伦比亚 及1854年  委內瑞拉 ）
- 智利 ：1823年
- 墨西哥 ：1829年
- 大英帝国 ：1833年包括所有殖民地（真正實行於1834年8月1日，東印度則於1838年8月1日）
- 模里西斯 ：1835年2月1日於英國政府執行下，並為公眾假期。
- 丹麦 ：1848年，包括所有殖民地
- 法國 （二次）：1848年，包括所有殖民地
- 秘魯 ：1851年
- 俄羅斯 ：1861年
- 荷蘭 ：1863年，包括所有殖民地
- 美国 ：1865年，美國內戰後（某些州份在內戰前經已廢奴）
- 日本 ：1872年11月2日，日本太政官公佈
- 波多黎各 ：1873年及  古巴 ：1880年（當時皆為  西班牙殖民地）
- 巴西 ：1888年
- 朝鮮 ：1894年（世襲奴隸制終於1886年）
- ：1897年（奴隸貿易廢止於1873年）
- 泰國 ：1905年4月1日（由泰王拉玛五世下令）
- 中國 ：1910年
- 緬甸 ：1929年
- 衣索比亞 ：1936年，在意大利軍隊佔領之下廢除（詳見第二次意大利埃塞俄比亞戰爭）。當衣索比亞於1942年二戰期間重新獲得獨立時，其皇帝海爾·塞拉西一世亦沒有重新恢復奴隸制。
- 沙烏地阿拉伯 ：1962年
- 毛里塔尼亚 ：1980年（由法國於1905年名義上廢除，後在1961年的新憲法中暗示，後在同年的10月加入聯合國時變為明顯），但依然在實行。

## 奴隸制度
目前奴隸制在大部份的國家（區域）被禁止，但仍然在世界各地秘密地實行；
奴隸制一般認為有三種類型：薪水奴隸，合約奴隸，傳統奴隸。
- 薪水奴隸在社會保障不完全地區最為普遍。由於那裡的弱勢者不能承受失業的風險，所以僱主能夠輕易以低薪僱用勞工，或要求勞工從事非法勞動（如自願無償加班等常見現象），而童工多數被認為是薪水奴隸。
- 合約奴隸通常是一些窮人或文盲受騙而簽下了一些不平等合約而成為奴隸。
- 傳統奴隸在全球黑市交易中依然十分活躍，與古時的的手法類似：奴隸大多數是婦孺，被誘拐賣到海外（或監禁）。男的通常會以勞工賣出，女的則會賣給當地男子為妻妾或成為妓女。這些誘拐行為通常發生在相對（於購買方）較落後、法治較不健全國家（區域），而賣去高收入、高消費國家（區域）。
- 根據激進女性主義的觀點，娼妓制度便是嫖客與仲介對賣性者的奴役。

## 現今廢奴主義
現今的廢奴組織有反奴隸制國際（Anti-Slavery International）、解放奴隸等（Free the Slaves）。
1948年12月10日，聯合國安理會宣佈了世界人權宣言，其中第四條便提出「任何人不容使為奴役；奴隸制度及奴隸販賣，不論出於何種方式，悉應予以禁止。」
自1997年起，美國司法部便與Coalition of Immokalee Workers合作起訴六人在農業中使用奴隸，此案令超過1000個工作在佛羅里達州南部的番茄及橙園的奴隸得到解放。不過這只是全球反農業及性服務奴隸制行動其中一個例子。
在美國，一些要求廢除死刑及爭取移民權的人士亦被認為是繼承了廢奴運動的衣缽。
在瑞典、挪威、冰島、北愛爾蘭以及加拿大等國，將娼妓制度視作一種奴隸制度，因此採用北歐模式 (罰嫖不罰娼)。

## 紀念
現今世界各地皆有不同的方法去紀念廢奴運動。聯合國安理會亦將2004年定為International Year to Commemorate the Struggle against Slavery and its Abolition，以紀念第一個黑人獨立國家——海地的成立，同時亦舉辦了一些展覽、節目、研究計劃等。

## 著名反奴隸制人士
註：並非所有人皆是廢奴主義者
| - 約翰·昆西·亞當斯 - William Allen - 史蒂芬·皮爾·安德魯斯 - 伊麗莎白·凱迪·斯坦頓 - 蘇珊·安東尼 - Gamaliel Bailey - Henry Ward Beecher - Anthony Benezet - Ramón Emeterio Betances - 西蒙·玻利瓦爾 - William Henry Brisbane - 約翰·布朗 - 阿龙·伯尔 - Thomas Fowell Buxton - Antônio de Castro Alves - Thomas Clarkson - Levi Coffin - Thomas Day - 查爾斯·狄更斯 - Richard Dillingham - 弗雷德裏克·道格拉斯 - 愛默生 - 奥拉达·艾奎亚诺 - Calvin Fairbank - 班傑明·富蘭克林 - Amos Noë Freeman - Thomas Garret - 威廉·羅伊·葛里森 - 亨利·格雷瓜尔 - Angelina Grimké - 比森特·格雷罗 - 亞歷山大·漢密彌頓 - Laura Smith Haviland - Lewis Hayden - 王莽 | - Hinton Rowan Helper（蓄奴主之敵） - Elias Hicks - 米格尔·伊达尔戈·伊·科斯蒂利亚 - Isaac Hopper - 朱莉亞·沃德·豪 - Samuel Gridley Howe - 約翰·傑伊 - 塞繆爾·詹森 - Abby Kelley - Benjamin Lay - 亞伯拉罕·林肯 - 杜桑·盧維杜爾 - Jermain Loguen - Elijah Lovejoy - James Russell Lowell - Maria White Lowell - Henry G. Ludlow - Benjamin Lundy - Zachary Macaulay - 菲利普·马泽伊 - José Gregorio Monagas - 汉娜·莫尔 - 何塞·玛丽亚·莫雷洛斯 - 柳克丽霞·莫特 - Lord William Murray - Joaquim Nabuco - 丹尼爾·歐康諾 - 托馬斯·潘恩 - Theodore Parker - John Parker - Francis Daniel Pastorius - José do Patrocínio - Wendell Phillips - Mary Ellen Pleasant | - Bishop Beilby Porteus - John Wesley Posey - Robert Purvis - 巴西的伊莎贝尔 - James Ramsay - John Rankin - André Rebouças - Charles Lenox Remond - Ernestine Rose - Benjamin Rush - Victor Schœlcher - Granville Sharp - Gerrit Smith - William Smith - Silas Soule - 萊桑德·斯波納 - Elizabeth Cady Stanton - Henry Stanton - William Still - 哈里特·伊莉莎白·比徹·斯托 - 查爾斯·索姆奈 - Arthur Tappan - 亨利·戴維·梭羅 - Henry Thornton - 索茹爾內·特魯斯 - 哈莉特·塔布曼 - 奈特·杜納 - Delia Webster - Theodore Dwight Weld - 約翰·衛斯理 - 約翰·格林里夫·惠蒂埃 - John Woolman - 威廉·威伯福士 - 段明熙 |

### 引用
1. ↑  S.M.Wise, Though the Heavens May Fall, Pimlico (2005)
2. ↑  黎東方，（西洋全史⑭自由屬意與保守主義），（台北市：燕京文化事業股份有限公司，1979），185。
3. ↑  林訓民，（世界歷史博覽-⑦十九世紀），（台北市：青林國際出版股份有限公司，2001），34。
4. ↑  Newman, p. 18,21

## 外部連結
- The Antislavery Literature Project major academic center for primary sources
- Elijah Parish Lovejoy: A Martyr on the Altar of American Liberty （页面存档备份，存于）
- Brycchan Carey's pages listing British abolitionists （页面存档备份，存于）
- Slavery in Massachusetts, Henry David Thoreau
- The National Archives (UK): The Abolition of the Slave Trade （页面存档备份，存于）
- John Brown Museum

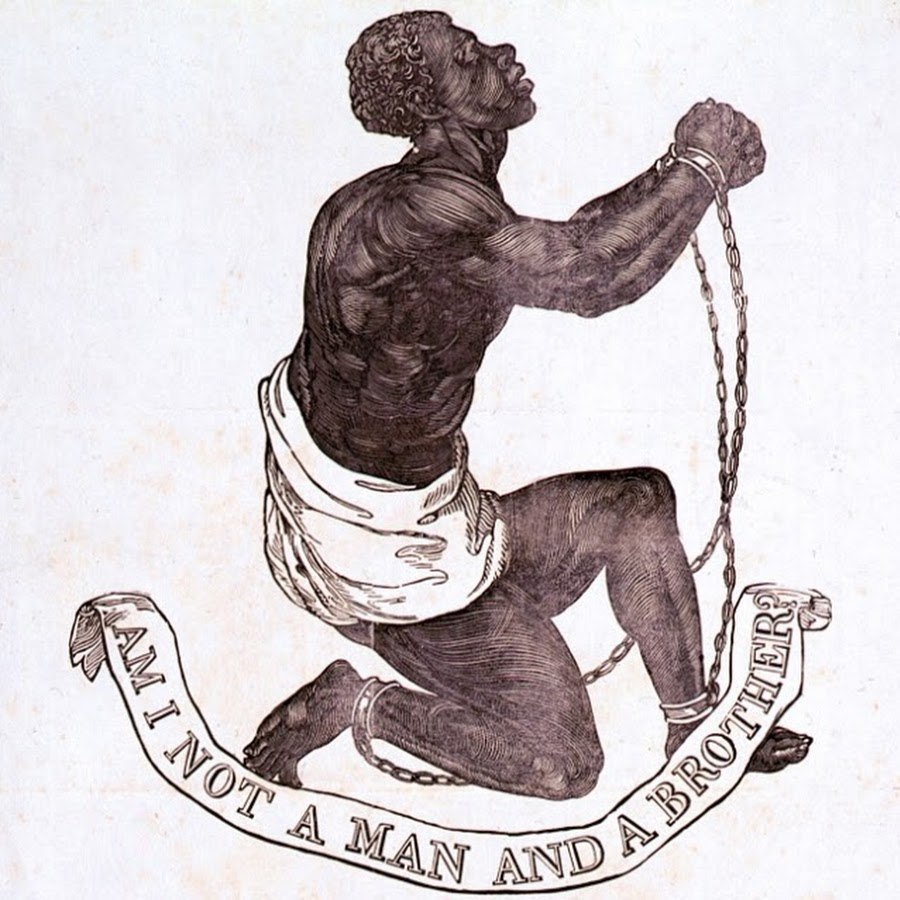
《难道我不是人？不是兄弟？》，1787年約書亞·威治伍德为英国废奴运动设计的奖章

- American Abolitionism